# Cenolia spanochistum
Cenolia spanochistum är en sjöliljeart som beskrevs av Hubert Lyman Clark 1916. Cenolia spanochistum ingår i släktet Cenolia och familjen Comasteridae. Inga underarter finns listade i Catalogue of Life.